# Langstaartbuideldas
De langstaartbuideldas (Microperoryctes longicauda) is een buideldas uit het geslacht Microperoryctes. De wetenschappelijke naam van de soort werd voor het eerst geldig gepubliceerd door Peters & Doria in 1875.

## Kenmerken
De langstaartbuideldas is een kleine, grijs- of bruingekleurde soort. De westelijke ondersoort longicauda heeft geen rugstreep, maar de oostelijke ondersoort dorsalis heeft er wel één, al is die niet zo duidelijk als bij M. ornata. Anders dan M. ornata heeft de langstaartbuideldas geen of slechts vage strepen op de romp. In de Star Mountains heeft de langstaartbuideldas daarnaast een relatief kortere staart en een donkerdere en dikkere vacht dan M. ornata en een grijzige in plaats van witte buikvacht. De kop-romplengte bedraagt 250 tot 290 mm, de staartlengte 156 tot 183 mm, de oorlengte 29 tot 31 mm en de achtervoetlengte 57 tot 65 mm.

## Voorkomen
De soort komt voor in de bergen van Nieuw-Guinea, westelijk vanaf de Star Mountains in het westen van Papoea-Nieuw-Guinea, op 1000 tot 4000 m hoogte. De meer naar het oosten voorkomende ondersoort M. longicauda ornata komt op kleinere hoogte voor, die daar slechts op een hoogte van minstens 3100 m wordt gevonden.

## Ondersoorten
De soort heeft de volgende ondersoorten:
- Microperoryctes longicauda longicauda (Peters & Doria, 1875) – komt voor in het Arfakgebergte op het Vogelkopschiereiland.
- Microperoryctes longicauda dorsalis (Thomas, 1922) – komt voor in het westelijke Hoogland van Nieuw-Guinea.
- Microperoryctes longicauda magna Laurie, 1952 – komt voor in het zuidoosten van Papoea-Nieuw-Guinea.
- Microperoryctes longicauda ornata (Thomas, 1904) – komt voor in het oostelijke Hoogland van Nieuw-Guinea.

De ondersoort Microperoryctes longicauda ornata wordt soms als aparte soort gerekend, maar deze status is onzeker.